# 송우주 (가수)
송우주(1986년 ~ )는 대한민국의 가수이다.

## 방송
- 불타는 트롯맨 (2022) - Top100

## 음반
- 사랑끈/일센치/시모네여 (2021)
- 가지마오 (Alone) (2022)